# Discographie de SCH
La discographie du rappeur français SCH comprend sept albums studio et deux mixtapes.
Durant sa carrière, SCH a obtenu de nombreux disques de certification.

## Albums

### Albums studio
| Titre                                                              | Détails de l'album                                                                                                   | Meilleure position | Meilleure position | Meilleure position | Meilleure position | Ventes  | Certifications |
| Titre                                                              | Détails de l'album                                                                                                   | FLA                | WAL                | FRA                | SUI                | Ventes  | Certifications |
| ------------------------------------------------------------------ | --- | ------------------ | ------------------ | ------------------ | ------------------ | ------- | -------------- |
| Anarchie                                                           | - Sortie : 27 mai 2016 - Label : Braabus Music, Def Jam France, Universal - Format : CD, téléchargement numérique    | 88                 | 2                  | 2                  | 8                  | 300 000 | 3 × Platine    |
| Deo Favente                                                        | - Sortie : 5 mai 2017 - Label : Braabus Music, Millenium, Capitol, Universal - Format : CD, téléchargement numérique | —                  | 2                  | 1                  | 8                  | 230 000 | 2 × Platine    |
| JVLIVS                                                             | - Sortie : 19 octobre 2018 - Label : Maison Baron Rouge, Rec. 118 - Format : CD, téléchargement numérique            | 72                 | 7                  | 2                  | 11                 | 300 000 | 3 × Platine    |
| Rooftop                                                            | - Sortie : 29 novembre 2019 - Label : Maison Baron Rouge, Rec. 118, Warner - Format : CD, téléchargement numérique   | 89                 | 14                 | 3                  | 9                  | 220 000 | 2 × Platine    |
| JVLIVS II                                                          | - Sortie : 19 mars 2021 - Label : Maison Baron Rouge, Rec. 118 - Format : CD, téléchargement numérique               | 7                  | 1                  | 1                  | 2                  | 425 000 | 3 × Platine    |
| JVLIVS Prequel : Giulio                                            | - Sortie : 31 mai 2024 - Label : Maison Baron Rouge, Rec. 118 - Format : CD, téléchargement numérique                | 118                | 1                  | 1                  | 2                  | 100 000 | Platine        |
| JVLIVS III                                                         | - Sortie : 6 décembre 2024 - Label : Maison Baron Rouge, Rec. 118 - Format : CD, téléchargement numérique            | 123                | 1                  | 1                  | 1                  | 100 000 | Platine        |
| « — » indique que le titre n'est pas sorti ou classé dans le pays. | |                    |                    |                    |                    |         |                |

### Mixtape
| Titre                                                              | Détails de l'album | Meilleure position | Meilleure position | Meilleure position | Ventes  | Certifications |
| Titre                                                              | Détails de l'album | WAL                | FRA                | SUI                | Ventes  | Certifications |
| ------------------------------------------------------------------ | --- | ------------------ | ------------------ | ------------------ | ------- | -------------- |
| A7                                                                 | - Sortie : 13 novembre 2015 - Label : Braabus Music, Def Jam France, Universal - Format : CD, téléchargement numérique | 12                 | 7                  | 18                 | 570 000 | 2 × Platine    |
| Autobahn                                                           | - Sortie : 18 novembre 2022 - Label : Maison Baron Rouge, Rec. 118 - Format : CD, téléchargement numérique             | 2                  | 1                  | 8                  | 159 000 | Platine        |
| « — » indique que le titre n'est pas sorti ou classé dans le pays. | |                    |                    |                    |         |                |

## Chansons

### Singles
| Année                                                               | Single                     | Meilleure position | Meilleure position | Meilleure position | Certifications, | Album                   |
| Année                                                               | Single                     | FR                 | BEL (WAL)          | SUI                | Certifications, | Album                   |
| ------------------------------------------------------------------- | -------------------------- | ------------------ | ------------------ | ------------------ | --------------- | ----------------------- |
| 2015                                                                | Gomorra                    | 118                | —                  | —                  |                 | A7                      |
| 2015                                                                | Liquide (featuring Lacrim) | 59                 | —                  | —                  |                 | A7                      |
| 2015                                                                | A7                         | 77                 | —                  | —                  |                 | A7                      |
| 2016                                                                | Anarchie                   | 24                 | 7                  | —                  | : Platine       | Anarchie                |
| 2016                                                                | Je la connais              | 42                 | 33                 | —                  | : Diamant       | Anarchie                |
| 2016                                                                | 6.45i                      | 14                 | 8                  | —                  | : Diamant       | Deo Favente             |
| 2017                                                                | Comme si                   | 5                  | 5                  | —                  | : Platine       | Deo Favente             |
| 2017                                                                | J'attends                  | 29                 | —                  | —                  | : Or            | Deo Favente             |
| 2017                                                                | Poupée russe               | 17                 | 8                  | —                  | : Or            | Deo Favente             |
| 2018                                                                | Mort de rire               | 23                 | 35                 | —                  | : Or            | JVLIVS                  |
| 2018                                                                | Otto                       | 3                  | 41                 | 79                 | : Diamant       | JVLIVS                  |
| 2018                                                                | Pharmacie                  | 19                 | 15                 | —                  | : Or            | JVLIVS                  |
| 2019                                                                | Haut standing              | 19                 | 27                 | —                  | : Or            | Rooftop                 |
| 2019                                                                | R.A.C.                     | 5                  | 6                  | —                  | : Platine       | Rooftop                 |
| 2019                                                                | Ça ira                     | 6                  | 8                  | 98                 | : Platine       | Rooftop                 |
| 2021                                                                | Marché noir                | 1                  | 30                 | 58                 | : Diamant       | JVLIVS II               |
| 2021                                                                | Loup Noir                  | 4                  | —                  | —                  | : Platine       | JVLIVS II               |
| 2022                                                                | LIF                        | 1                  | 36                 | 43                 | : Platine       | Autobahn                |
| 2022                                                                | Niobe                      | 7                  | 34                 | —                  | : Or            | Autobahn                |
| 2022                                                                | Autobahn                   | 8                  | —                  | 85                 | : Diamant       | Autobahn                |
| 2024                                                                | Cannelloni                 | 11                 | —                  | —                  | : Or            | JVLIVS Prequel : Giulio |
| 2024                                                                | Prequel                    | 7                  | —                  | —                  | : Or            | JVLIVS Prequel : Giulio |
| 2024                                                                | Stigmates                  | 15                 | —                  | —                  | : Or            | JVLIVS III              |
| 2024                                                                | La pluie                   | 12                 | —                  | —                  | : Or            | JVLIVS III              |
| « — » indique que le single n'est pas sorti ou classé dans le pays. |                            |                    |                    |                    |                 |                         |

### Autres chansons classées ou certifiées
| Année                                                               | Single                                          | Meilleure position | Meilleure position | Meilleure position | Certifications | Album                                       |
| Année                                                               | Single                                          | FR                 | BEL (WAL)          | SUI                | Certifications | Album                                       |
| ------------------------------------------------------------------- | ----------------------------------------------- | ------------------ | ------------------ | ------------------ | -------------- | ------------------------------------------- |
| 2015                                                                | Millions                                        | 172                | —                  | —                  |                | R.I.P.R.O. Volume I Sur le projet de Lacrim |
| 2015                                                                | Solides                                         | 191                | —                  | —                  |                | A7                                          |
| 2015                                                                | Rêves de gosse                                  | 180                | —                  | —                  |                | A7                                          |
| 2015                                                                | Pas de manières (featuring Sadek et Lapso)      | 119                | —                  | —                  |                | A7                                          |
| 2015                                                                | Drogue prohibée                                 | 179                | —                  | —                  |                | A7                                          |
| 2015                                                                | Champs-Élysées                                  | 61                 | 23                 | —                  |                | A7                                          |
| 2015                                                                | J'reviens de loin                               | 128                | —                  | —                  |                | A7                                          |
| 2015                                                                | Fusil                                           | 44                 | 8                  | —                  |                | A7                                          |
| 2016                                                                | Trop énorme                                     | 117                | —                  | —                  |                | Anarchie                                    |
| 2016                                                                | Cartine Cartier (featuring Sfera Ebbasta)       | 88                 | —                  | —                  | : Or · : Or    | Anarchie                                    |
| 2016                                                                | Le doc                                          | 179                | —                  | —                  |                | Anarchie                                    |
| 2016                                                                | Neuer                                           | 119                | —                  | —                  |                | Anarchie                                    |
| 2016                                                                | Alléluia                                        | 90                 | —                  | —                  |                | Anarchie                                    |
| 2016                                                                | Allo maman                                      | 29                 | 43                 | —                  | : Diamant      | Anarchie                                    |
| 2016                                                                | Dix-neuf                                        | 53                 | —                  | —                  | : Or           | Anarchie                                    |
| 2016                                                                | Himalaya                                        | 84                 | —                  | —                  | : Or           | Anarchie                                    |
| 2016                                                                | Essuie tes larmes                               | 136                | —                  | —                  |                | Anarchie                                    |
| 2016                                                                | Murcielago                                      | 106                | —                  | —                  |                | Anarchie                                    |
| 2017                                                                | Nino Brown                                      | 20                 | —                  | —                  | : Or           | Deo Favente                                 |
| 2017                                                                | Allez leur dire                                 | 34                 | —                  | —                  |                | Deo Favente                                 |
| 2017                                                                | Day Date                                        | 47                 | —                  | —                  |                | Deo Favente                                 |
| 2017                                                                | MAC 11                                          | 23                 | —                  | —                  | : Platine      | Deo Favente                                 |
| 2017                                                                | Les années de plomb                             | 41                 | —                  | —                  |                | Deo Favente                                 |
| 2017                                                                | Pas la paix                                     | 49                 | —                  | —                  |                | Deo Favente                                 |
| 2017                                                                | Ma kush                                         | 85                 | —                  | —                  |                | Deo Favente                                 |
| 2017                                                                | Slow Mo                                         | 89                 | —                  | —                  |                | Deo Favente                                 |
| 2017                                                                | La nuit                                         | 80                 | —                  | —                  | : Or           | Deo Favente                                 |
| 2017                                                                | Ça va (featuring Lacrim)                        | 42                 | —                  | —                  |                | Deo Favente                                 |
| 2017                                                                | Météore                                         | 70                 | —                  | —                  |                | Deo Favente                                 |
| 2017                                                                | Temps mort                                      | 76                 | —                  | —                  |                | Deo Favente                                 |
| 2018                                                                | Intro - Le Déluge                               | 83                 | —                  | —                  |                | JVLIVS                                      |
| 2018                                                                | VNTM                                            | 8                  | —                  | —                  | : Or           | JVLIVS                                      |
| 2018                                                                | Tokarev                                         | 18                 | —                  | —                  |                | JVLIVS                                      |
| 2018                                                                | Interlude - 420 Mètres                          | 47                 | —                  | —                  |                | JVLIVS                                      |
| 2018                                                                | Skydweller                                      | 24                 | —                  | —                  | : Platine      | JVLIVS                                      |
| 2018                                                                | Facile                                          | 23                 | —                  | —                  |                | JVLIVS                                      |
| 2018                                                                | Prêt à partir (featuring Ninho)                 | 2                  | —                  | 92                 | : Diamant      | JVLIVS                                      |
| 2018                                                                | Ivresse & Hennessy                              | 29                 | —                  | —                  |                | JVLIVS                                      |
| 2018                                                                | J't'en prie                                     | 48                 | —                  | —                  |                | JVLIVS                                      |
| 2018                                                                | Interlude - Beretta 92fs                        | 97                 | —                  | —                  |                | JVLIVS                                      |
| 2018                                                                | Le code                                         | 10                 | —                  | —                  | : Diamant      | JVLIVS                                      |
| 2018                                                                | Incompris                                       | 35                 | —                  | —                  |                | JVLIVS                                      |
| 2018                                                                | Ciel rouge                                      | 41                 | —                  | —                  | : Or           | JVLIVS                                      |
| 2018                                                                | Bénéfice                                        | 38                 | —                  | —                  | : Platine      | JVLIVS                                      |
| 2019                                                                | Cervelle                                        | 29                 | —                  | —                  | : Or           | Rooftop                                     |
| 2019                                                                | All Eyes On Me                                  | 42                 | —                  | —                  | : Or           | Rooftop                                     |
| 2019                                                                | Mayday (featuring Ninho)                        | 3                  | 31                 | 54                 | : Diamant      | Rooftop                                     |
| 2019                                                                | Petit cœur                                      | 40                 | —                  | —                  | : Or           | Rooftop                                     |
| 2019                                                                | Tant pis                                        | 68                 | —                  | —                  |                | Rooftop                                     |
| 2019                                                                | Paye                                            | 87                 | —                  | —                  |                | Rooftop                                     |
| 2019                                                                | Interlude                                       | 65                 | —                  | —                  | : Platine      | Rooftop                                     |
| 2019                                                                | Solitude (featuring Rim'K)                      | 68                 | —                  | —                  |                | Rooftop                                     |
| 2019                                                                | Ciment                                          | 109                | —                  | —                  |                | Rooftop                                     |
| 2019                                                                | Super Silver Haze (featuring Heuss l'Enfoiré)   | 93                 | —                  | —                  |                | Rooftop                                     |
| 2019                                                                | Tirer un trait                                  | 120                | —                  | —                  |                | Rooftop                                     |
| 2019                                                                | Every Day (featuring Capo Plaza & Soolking)     | 121                | —                  | —                  |                | Rooftop                                     |
| 2019                                                                | Frime                                           | 131                | —                  | —                  |                | Rooftop                                     |
| 2019                                                                | Baden Baden (featuring Gims)                    | 59                 | 16                 | —                  | : Or           | Rooftop                                     |
| 2019                                                                | Ah gars                                         | 111                | —                  | —                  |                | Rooftop                                     |
| 2021                                                                | Intro - Gibraltar                               | 23                 | —                  | —                  |                | JVLIVS II                                   |
| 2021                                                                | Fournaise                                       | 6                  | —                  | —                  | : Or           | JVLIVS II                                   |
| 2021                                                                | Aluminium                                       | 10                 | —                  | —                  | : Or           | JVLIVS II                                   |
| 2021                                                                | Mannschaft (featuring Freeze Corleone)          | 1                  | 4                  | 19                 | : Diamant      | JVLIVS II                                   |
| 2021                                                                | Grand bain                                      | 5                  | —                  | —                  | : Or           | JVLIVS II                                   |
| 2021                                                                | Crack                                           | 3                  | —                  | 30                 | : Platine      | JVLIVS II                                   |
| 2021                                                                | Interlude - La battue                           | 21                 | —                  | —                  |                | JVLIVS II                                   |
| 2021                                                                | Zone à danger                                   | 8                  | —                  | —                  | : Or           | JVLIVS II                                   |
| 2021                                                                | Euro                                            | 12                 | —                  | —                  | : Or           | JVLIVS II                                   |
| 2021                                                                | Assoces                                         | 13                 | —                  | —                  | : Or           | JVLIVS II                                   |
| 2021                                                                | Parano                                          | 9                  | —                  | —                  | : Or           | JVLIVS II                                   |
| 2021                                                                | Corrida                                         | 11                 | —                  | —                  | : Platine      | JVLIVS II                                   |
| 2021                                                                | Interlude - Le coup d'avance                    | 22                 | —                  | —                  |                | JVLIVS II                                   |
| 2021                                                                | Raisons                                         | 16                 | —                  | —                  | : Or           | JVLIVS II                                   |
| 2021                                                                | Plus rien à se dire                             | 18                 | —                  | —                  | : Or           | JVLIVS II                                   |
| 2021                                                                | Mode Akimbo (featuring Jul)                     | 2                  | —                  | 29                 | : Diamant      | JVLIVS II                                   |
| 2021                                                                | Mafia                                           | 17                 | —                  | —                  | : Or           | JVLIVS II                                   |
| 2021                                                                | Tempête                                         | 107                | —                  | —                  |                | JVLIVS II                                   |
| 2021                                                                | Fantôme (featuring Jul & Le Rat Luciano)        | 59                 | —                  | —                  | : Or           | JVLIVS II                                   |
| 2022                                                                | Magnum                                          | 4                  | 45                 | 69                 | : Or           | Autobahn                                    |
| 2022                                                                | Marginaux (featuring Dinos)                     | 10                 | —                  | —                  |                | Autobahn                                    |
| 2022                                                                | Offshore                                        | 14                 | —                  | —                  |                | Autobahn                                    |
| 2022                                                                | Vivienne Westwood                               | 24                 | —                  | —                  |                | Autobahn                                    |
| 2022                                                                | Transmission Automatique (featuring So La Lune) | 16                 | —                  | —                  |                | Autobahn                                    |
| 2022                                                                | Blue Bahamas                                    | 30                 | —                  | —                  |                | Autobahn                                    |
| 2022                                                                | Lilou Dallas                                    | 31                 | —                  | —                  |                | Autobahn                                    |
| 2022                                                                | 83K                                             | 28                 | —                  | —                  |                | Autobahn                                    |
| 2022                                                                | Coeur de môme                                   | 37                 | —                  | —                  |                | Autobahn                                    |
| 2022                                                                | Blanc Bleu                                      | 34                 | —                  | —                  |                | Autobahn                                    |
| 2022                                                                | Actes                                           | 35                 | —                  | —                  | : Or           | Autobahn                                    |
| 2023                                                                | Comme Avant                                     | —                  | —                  | —                  |                | Autobahn                                    |
| 2023                                                                | Madre Mia (featuring Morad)                     | —                  | —                  | —                  |                | Autobahn                                    |
| 2023                                                                | King                                            | —                  | —                  | —                  |                | Autobahn                                    |
| 2023                                                                | Dernière ligne droite (featuring Laylow)        | 18                 | 50                 | —                  |                | Autobahn                                    |
| 2024                                                                | Le baptême                                      | 66                 | —                  | —                  |                | JVLIVS Prequel : Giulio                     |
| 2024                                                                | Crois-moi                                       | 11                 | —                  | —                  |                | JVLIVS Prequel : Giulio                     |
| 2024                                                                | Garcimore                                       | 16                 | —                  | —                  |                | JVLIVS Prequel : Giulio                     |
| 2024                                                                | La recette                                      | 65                 | —                  | —                  |                | JVLIVS Prequel : Giulio                     |
| 2024                                                                | Les Hommes aux yeux noirs                       | 13                 | —                  | —                  |                | JVLIVS Prequel : Giulio                     |
| 2024                                                                | Quoi                                            | 28                 | —                  | —                  |                | JVLIVS Prequel : Giulio                     |
| 2024                                                                | Beaux-arts                                      | 20                 | —                  | —                  |                | JVLIVS Prequel : Giulio                     |
| 2024                                                                | La renaissance                                  | 71                 | —                  | —                  |                | JVLIVS Prequel : Giulio                     |
| 2024                                                                | Balafres                                        | 29                 | —                  | —                  |                | JVLIVS Prequel : Giulio                     |
| 2024                                                                | Gris                                            | 32                 | —                  | —                  |                | JVLIVS Prequel : Giulio                     |
| 2024                                                                | Ciel bleu                                       | 36                 | —                  | —                  |                | JVLIVS Prequel : Giulio                     |
| 2024                                                                | Jimmy Twice                                     | 41                 | —                  | —                  |                | JVLIVS Prequel : Giulio                     |
| 2024                                                                | Hells Kitchen                                   | 53                 | —                  | —                  |                | JVLIVS Prequel : Giulio                     |
| 2024                                                                | L'Opinel                                        | 91                 | —                  | —                  |                | JVLIVS Prequel : Giulio                     |
| 2024                                                                | Calabre                                         | 43                 | —                  | —                  |                | JVLIVS Prequel : Giulio                     |
| 2024                                                                | Batterie vide                                   | 60                 | —                  | —                  |                | JVLIVS Prequel : Giulio                     |
| 2024                                                                | Intro - Ego Sum                                 | 64                 | —                  | —                  |                | JVLIVS III : Ad Finem                       |
| 2024                                                                | Le taulier                                      | 25                 | —                  | —                  |                | JVLIVS III : Ad Finem                       |
| 2024                                                                | Dans la tête                                    | 23                 | —                  | —                  |                | JVLIVS III : Ad Finem                       |
| 2024                                                                | Interlude - Avversita                           | 46                 | —                  | —                  |                | JVLIVS III : Ad Finem                       |
| 2024                                                                | Miroirs                                         | 21                 | —                  | —                  |                | JVLIVS III : Ad Finem                       |
| 2024                                                                | Deux mille                                      | 8                  | —                  | —                  |                | JVLIVS III : Ad Finem                       |
| 2024                                                                | Soldi famiglia (featuring Sfera Ebbasta)        | 18                 | —                  | —                  |                | JVLIVS III : Ad Finem                       |
| 2024                                                                | Multirécidivistes                               | 29                 | —                  | —                  |                | JVLIVS III : Ad Finem                       |
| 2024                                                                | D'hier à aujourd'hui                            | 37                 | —                  | —                  |                | JVLIVS III : Ad Finem                       |
| 2024                                                                | Rose noire                                      | 31                 | —                  | —                  |                | JVLIVS III : Ad Finem                       |
| 2024                                                                | 02:00 (featuring Damso)                         | 5                  | —                  | —                  | : Or           | JVLIVS III : Ad Finem                       |
| 2024                                                                | Anamnèse                                        | 34                 | —                  | —                  |                | JVLIVS III : Ad Finem                       |
| 2024                                                                | Quartiers nord                                  | 36                 | —                  | —                  |                | JVLIVS III : Ad Finem                       |
| 2024                                                                | Interlude - Jour d'octobre                      | 50                 | —                  | —                  |                | JVLIVS III : Ad Finem                       |
| 2024                                                                | Missiles                                        | 32                 | —                  | —                  |                | JVLIVS III : Ad Finem                       |
| 2024                                                                | Lumière blanche (Ad Finem)                      | 42                 | —                  | —                  |                | JVLIVS III : Ad Finem                       |
| « — » indique que le single n'est pas sorti ou classé dans le pays. |                                                 |                    |                    |                    |                |                                             |

### Autres
| Année | Titre                                    | Album                                  |
| ----- | ---------------------------------------- | -------------------------------------- |
| 2014  | Mardi graas                              | Hors album                             |
| 2014  | TITVS                                    | Hors album                             |
| 2014  | On fait pas ça Remix                     | Hors album                             |
| 2014  | La mallette                              | Booska Pefra, Vol. 1                   |
| 2014  | Gangrene                                 | Hors album                             |
| 2015  | Massimo                                  | Hors album                             |
| 2015  | Paie moi ma drogue                       | Hors album                             |
| 2015  | Booska Puto                              | Freestyle Booska-P                     |
| 2015  | C'est la vie                             | Hors album                             |
| 2015  | Booskalpel                               | Booska Pefra, Vol. 2                   |
| 2015  | Morpheus                                 | Hors album                             |
| 2016  | BooskAnarchie                            | Booska Pefra, Vol. 3                   |
| 2017  | Booska Favente                           | Booska Pefra, Vol. 4                   |
| 2017  | Hold Up                                  | Deo Favente (édition physique)         |
| 2018  | Booska JVLIVS                            | Freestyle Booska-P                     |
| 2019  | Booska Rooftop                           | Freestyle Booska-P                     |
| 2019  | DLB                                      | Rooftop (édition physique)             |
| 2019  | Innocents                                | Rooftop (édition physique)             |
| 2021  | Tempête                                  | JVLIVS II (édition physique Gibraltar) |
| 2021  | Fantôme (featuring Jul & Le Rat Luciano) | JVLIVS II (édition physique Marseille) |
| 2024  | Booska Prequel                           | Freestyle Booska-P                     |

### Collaborations

#### Apparitions certifiées
| Année                                                               | Single                                                                                         | Meilleure position | Meilleure position | Meilleure position | Certifications,       | Album                      |
| Année                                                               | Single                                                                                         | FR                 | BEL (WAL)          | SUI                | Certifications,       | Album                      |
| ------------------------------------------------------------------- | ---------------------------------------------------------------------------------------------- | ------------------ | ------------------ | ------------------ | --------------------- | -------------------------- |
| 2016                                                                | La paresse (Sadek feat. SCH)                                                                   | 130                | —                  | —                  | : Or                  | Nique le casino            |
| 2016                                                                | Balenciaga (Sfera Ebbasta feat. SCH)                                                           | —                  | —                  | —                  | : Platine             | Sfera Ebbasta              |
| 2018                                                                | Hier (PLK feat. SCH)                                                                           | 16                 | —                  | —                  | : Or                  | Polak                      |
| 2019                                                                | HS (Hamza feat. SCH)                                                                           | 7                  | 20                 | —                  | : Platine             | Paradise                   |
| 2019                                                                | Dernier retrait (Vald feat. SCH)                                                               | 5                  | —                  | 93                 | : Or                  | Ce monde est cruel         |
| 2020                                                                | Valise (Rim'K feat. SCH & Koba LaD)                                                            | 46                 | —                  | —                  | : Or                  | Midnight                   |
| 2020                                                                | Smile Lefa feat. SCH                                                                           | 35                 | —                  | —                  | : Platine             | Famous                     |
| 2020                                                                | Bande organisée (SCH, Kofs, Jul, Naps, Soso Maness, Elams, Solda, Houari)                      | 1                  | 2                  | 7                  | : Diamant · : Platine | 13'Organisé                |
| 2020                                                                | L'étoile sur le maillot (L'Algérino, Alonzo, Stone Black, Le Rat Luciano, SCH, Jul, As, Veazy) | 3                  | 48                 | 71                 | : Or                  | 13'Organisé                |
| 2020                                                                | Je suis Marseille (Akhenaton, Jul, L'Algérino, Alonzo,Shurik'n, Fahar, SCH, Le Rat Luciano)    | -                  | -                  | -                  | : Or                  | 13'Organisé                |
| 2020                                                                | Mother Fuck (Jul feat. SCH)                                                                    | 1                  | 32                 | 59                 | : Diamant             | Loin du monde              |
| 2020                                                                | American Airlines Sofiane feat. SCH                                                            | 18                 | —                  | —                  | : Or                  | La direction               |
| 2020                                                                | 9 1 1 3 Zola feat. SCH                                                                         | 1                  | 23                 | 51                 | : Diamant             | Survie                     |
| 2021                                                                | La vie du binks (DA Uzi, Ninho, SCH, Hornet la Frappe, Leto, Sadek, Soprano)                   | 5                  | —                  | —                  | : Platine             | 20/21                      |
| 2021                                                                | Kimono (Sadek feat. SCH & Ninho)                                                               | 8                  | —                  | —                  | : Or                  | Aimons-nous vivants        |
| 2021                                                                | La danse des bandits (Naps feat. SCH)                                                          | 9                  | —                  | —                  | : Diamant             | Les mains faites pour l'or |
| 2021                                                                | Sapapaya (L'Algérino feat. Jul & SCH)                                                          | 7                  | —                  | —                  | : Or                  | Moonlight                  |
| 2021                                                                | Le classico organisé (Koba LaD, Jul, PLK, SCH, Gazo, Soso Maness, Kofs, Guy2Bezbar, Naps)      | 1                  | 30                 | 41                 | : Diamant             | Le classico organisé       |
| 2021                                                                | Incontrolables (PLK feat. SCH)                                                                 | 19                 | —                  | —                  | : Or                  | Enna Boost                 |
| 2021                                                                | Les derniers marioles (Soso Maness feat. SCH)                                                  | 15                 | —                  | —                  | : Or                  | Avec le temps              |
| 2022                                                                | Fade Up (Zeg P feat. Hamza & SCH)                                                              | 1                  | 4                  | 18                 | : Diamant             |                            |
| 2022                                                                | Dreamlife (Naps feat. SCH)                                                                     | 54                 | —                  | —                  | : Or                  |                            |
| 2023                                                                | Magot (Werenoi feat. SCH)                                                                      | 3                  | 28                 | 36                 | : Or                  | Telegram 2                 |
| 2024                                                                | Tiki Taka (Soolking feat. SCH)                                                                 | 38                 | —                  | —                  | : Or                  |                            |
| 2024                                                                | La vie de star (Werenoi feat. Maes & SCH)                                                      | 15                 | —                  | —                  | : Or                  | Pyramide                   |
| « — » indique que le single n'est pas sorti ou classé dans le pays. |                                                                                                |                    |                    |                    |                       |                            |

#### Apparitions non certifiées
| Année | Titre |                                                              |
| ----- | --- | ------------------------------------------------------------ |
| 2014  | Secteur Sud feat 1Up & SCH - Résolutions (sur la mixtape Révolution de Secteur Sud) |                                                              |
| 2015  | Hooss feat. SCH - Aniki, mon frère (sur la mixtape French Riviera de Hooss) |                                                              |
| 2015  | Lacrim feat. SCH & Sadek - 6.35 (sur la mixtape R.I.P.R.O. Volume I de Lacrim) |                                                              |
| 2015  | Kaaris feat. SCH & Worms-T - Où sont les € (sur la mixtape Double Fuck de Kaaris) |                                                              |
| 2015  | Lacrim feat. SCH, Rimkus & Walid - On y est (sur la mixtape R.I.P.R.O. Volume II de Lacrim) |                                                              |
| 2015  | Kore, Lacrim & SCH - Tony (sur la bande-originale du film Pattaya) |                                                              |
| 2015  | Kore, Lacrim, Lapso Laps, Sadek & SCH - Mon frelo (sur la bande-originale du film Pattaya) |                                                              |
| 2016  | Niska feat. SCH - Mauvais payeur (sur l'album Zifukoro de Niska) |                                                              |
| 2017  | Rim'K feat. SCH - Rien de lavable (sur l'album Fantôme de Rim'K) |                                                              |
| 2017  | Worms-T feat. SCH - Ciel |                                                              |
| 2017  | Lacrim feat. SCH - Tramontane |                                                              |
| 2017  | Lacrim feat. SCH - Laisse les (sur l'album Force & Honneur de Lacrim) |                                                              |
| 2018  | Farid Bang feat. 6ix9ine, Capo & SCH - International Gangstas |                                                              |
| 2018  | Kofs feat. SCH - Caractère (sur l'album V de Kofs) |                                                              |
| 2018  | Sfera Ebbasta feat. SCH - XNX (sur l'album Rockstar "Popstar Edition" de Sfera Ebbasta) |                                                              |
| 2019  | Kaaris feat. SCH - Cigarette (sur l'album de Kaaris Or noir 3) |                                                              |
| 2019  | Le A feat. SCH - Secteur (sur la mixtape de Le A Insomnie) |                                                              |
| 2019  | Vald - Halloween [Apparition non créditée en tant que featuring de SCH sur le refrain] (sur l’album Ce monde est cruel de Vald) |                                                              |
| 2019  | Niro feat. SCH - Solvable, Partie 1 (sur l'album Stupéfiant de Niro) |                                                              |
| 2019  | Le A feat. SCH - Cursus (sur la mixtape Insomnie de Le A) |                                                              |
| 2020  | Naps feat. SCH - Coffre-fort (sur l’album Carré VIP de Naps) |                                                              |
| 2020  | Soolking feat. SCH - Maryline (sur l’album Vintage de Soolking) |                                                              |
| 2020  | DA Uzi feat. SCH - Ni amour, ni amitié (sur l’album Architecte de DA Uzi) |                                                              |
| 2020  | Twinsmatic feat. SCH - X2 (sur l’album ATLAS de Twinsmatic) |                                                              |
| 2020  | RK feat. SCH - Diva (sur l'album Neverland de RK) |                                                              |
| 2020  | Guirri Mafia feat. SCH - Comme un dream (sur l'album Clan Ötomo de Guirri Mafia) |                                                              |
| 2020  | Sat l'Artificier, Alonzo, Kofs, Naps, SCH, Jul, Kamikaz, L'Algérino - C'est maintenant (sur l'album 13'Organisé) |                                                              |
| 2020  | Naps, Jul, SCH, Houari, Kofs, Solda, Elams, Bil-K, Many, Fahar, Thabiti, Sysa, Zbig, Drime, Moubarak, Kamikaz, Friz, Keny Arkana, AM La Scampia, Veazy, As, Soprano, Stone Black, Alonzo, Tonyno, Jazzy Jazz, Sat L’Artificier, Sauzer, 100 Blaze, Graya, Le Rat Luciano, Soso Maness, 2Bang, Oussagaza, Bangiz, Vincenzo, Johnson, A-Deal, L’Algérino, Saf, MOH, Don Choa, Mombi, Boss One, Zak & Diego, Dadinho, Kara - 13 Organisé (bonus track) (sur l'album 13'Organisé) |                                                              |
| 2020  | Naza feat. SCH - Mauvais (sur l'album Gros bébé de Naza) |                                                              |
| 2020  | 13 Block feat. SCH - Pavel (sur l'album BLO II de 13 Block) |                                                              |
| 2021  | Alonzo feat. SCH - Goyard (sur la mixtape Capo dei Capi Vol. II d'Alonzo) |                                                              |
| 2021  | Gims feat. Jul & SCH - GJS (sur la réédition de l'album Le Fléau de Gims) |                                                              |
| 2021  | Dj Quick feat. Alonzo & SCH - Diamant (sur l'album Mal Luné Music de Dj Quick) |                                                              |
| 2021  | Soprano feat. Alonzo, Jul & SCH - Planète Mars 2021 (sur l'album Chasseur d'étoiles de Soprano) |                                                              |
| 2021  | Naps feat. Jul, Kalif Hardcore & SCH - Avengers (sur l'album Best Life de Naps) |                                                              |
| 2021  | SCH, Rim'K, Jul, Soprano, Oxmo Puccino, Lino, R.E.D.K, Calbo - Légendaire (sur l'album Le classico organisé) |                                                              |
| 2021  | Sofiane, SCH, MOH, Jul, Nahir, Alonzo, RK, Solda, MIG - C'est pas un film (sur l'album Le classico organisé) |                                                              |
| 2022  | Soso Maness feat. SCH - Va jober (sur l'album À l'aube de Soso Maness) |                                                              |
| 2022  | Fresh la Peufra feat. SCH - Spéciale (sur l'album À l'abri de Fresh la Peufra) |                                                              |
| 2022  | Dinos feat. SCH - Ma Baby (sur l'album Hiver à Paris de Dinos) |                                                              |
| 2023  | Vladimir Cauchemar feat. SCH & Unknown T - Extendo |                                                              |
| 2023  | Akhenaton & SCH - Chiens Fantômes (sur la compilation Chroniques de Mars 3 d'Imhotep) |                                                              |
| 2023  | So La Lune feat. SCH - Suspects (sur l'album L'enfant de la pluie de So La Lune) |                                                              |
| 2023  | Kaaris feat. SCH - Automatic (sur l'album Day One de Kaaris) |                                                              |
| 2024  | Jul feat. Alonzo & SCH - Le trio ternura (sur l'album Décennie de Jul) |                                                              |
| 2024  | Shay feat. SCH - Paradis (sur l’album Pourvu qu’il pleuve de Shay) |                                                              |
| 2024  | Dospunto feat. SCH - POISON (sur l'album DOS de Dospunto) |                                                              |
| 2024  | WarEnd feat. SCH - PLAGE ENNEIGEE (sur l'album EMC de WarEnd) |                                                              |
| 2024  | 2025 | Zamdane feat. SCH - Le poison (sur l'album RAHMA de Zamdane) |

## Clips vidéos
| Année | Titre                                 | Réalisateur               | Lieux de tournage                                           | Album                   |
| ----- | ------------------------------------- | ------------------------- | ----------------------------------------------------------- | ----------------------- |
| 2014  | Mardi graas                           | Equinox Films             | Marseille, France                                           | Hors album              |
| 2014  | TITVS                                 | Equinox Films             | Paris, France Cannes, France                                | Hors album              |
| 2014  | On fait pas ça Remix                  | Equinox Films             | Marseille, France                                           | Hors album              |
| 2014  | La mallette                           | Equinox Films             | Genève, Suisse                                              | Hors album              |
| 2014  | Gangrene                              | Equinox Films             | Marseille, France                                           | Hors album              |
| 2015  | Massimo                               | Equinox Films             | Marseille, France                                           | Hors album              |
| 2015  | Paie moi ma drogue                    | Equinox Films             | Empuriabrava, Espagne                                       | Hors album              |
| 2015  | Millions                              | Anthony Teror             | Paris, France                                               | R.I.P.R.O. Volume I     |
| 2015  | C'est la vie                          | Anthony Teror             | NC                                                          | Hors album              |
| 2015  | Gomorra                               | Charly Clodion            | Scampia, Naples, Italie Marseille, France Sarcelles, France | A7                      |
| 2015  | Liquide (feat. Lacrim)                | Charly Clodion            | NC                                                          | A7                      |
| 2015  | A7                                    | BeatBounce                | Marseille, France                                           | A7                      |
| 2015  | Morpheus                              | Lords                     | Marseille, France                                           | Hors album              |
| 2015  | Champs-Élysées                        | Nicolas Noël              | Paris, France                                               | A7                      |
| 2016  | Solides                               | Nicolas Noël              | Église Notre-Dame-de-la-Gare de Paris, France               | A7                      |
| 2016  | Fusil                                 | Nicolas Noël              | Le Trièves, France                                          | A7                      |
| 2016  | Anarchie                              | BeatBounce                | Marseille, France                                           | Anarchie                |
| 2016  | Je la connais                         | Nicolas Noël              | Los Angeles, États-Unis                                     | Anarchie                |
| 2016  | Dix-Neuf                              | Chris Macari              | Paris, France                                               | Anarchie                |
| 2016  | Cartine Cartier (feat. Sfera Ebbasta) | Federico Merlo            | Milan, Italie                                               | Anarchie                |
| 2016  | Allô Maman                            | Nicolas Noël              | NC                                                          | Anarchie                |
| 2016  | 6.45i                                 | Cedrick Cayla             | Paris, France                                               | Deo Favente             |
| 2017  | Comme si                              | Hobo & Mojo               | Marseille, France                                           | Deo Favente             |
| 2017  | Poupée russe                          | Threzor Eilhs             | NC                                                          | Deo Favente             |
| 2017  | MAC 11                                | Hobo & Mojo               | Paris, France Villerville, France Deauville, France         | Deo Favente             |
| 2017  | Nino Brown                            | Chill                     | Marseille, France                                           | Deo Favente             |
| 2018  | Mort de rire                          | Late Nights               | Catane, Italie                                              | JVLIVS                  |
| 2018  | Otto                                  | Late Nights               | Catane, Italie                                              | JVLIVS                  |
| 2018  | Pharmacie                             | Late Nights               | Marseille, France                                           | JVLIVS                  |
| 2018  | Absolu Tome 1                         | Late Nights               | Catane, Italie Marseille, France                            | Hors album              |
| 2018  | Le Code                               | Late Nights               | NC                                                          | JVLIVS                  |
| 2018  | Ciel Rouge                            | Late Nights               | NC                                                          | JVLIVS                  |
| 2019  | Prêt à partir (feat. Ninho)           | Fabrique 209              | NC                                                          | JVLIVS                  |
| 2019  | Haut Standing                         | Chill                     | Palais Bulles, France                                       | Rooftop                 |
| 2019  | R.A.C                                 | Panamera                  | NC                                                          | Rooftop                 |
| 2019  | Ça ira                                | Panamera                  | NC                                                          | Rooftop                 |
| 2020  | Interlude                             | Chérif & Louis            | Marseille et Aubagne, France                                | Rooftop                 |
| 2020  | Baden Baden (feat. Gims)              | Ambre Collective          | Clip animé                                                  | Rooftop                 |
| 2021  | Marché noir                           | Chill                     | Algésiras, Espagne Marseille, France                        | JVLIVS II               |
| 2021  | Loup noir                             | Colors                    | Studio Colors, Berlin, Allemagne                            | JVLIVS II               |
| 2021  | Le Jour d'avant                       | Goodfilms Production      | Marseille, France                                           | JVLIVS II               |
| 2021  | Assoces                               | Vizion                    | Marseille, France                                           | JVLIVS II               |
| 2021  | Mannschaft (feat. Freeze Corleone)    | Pelican Paris             | Bobigny, France Château de Millemont, France                | JVLIVS II               |
| 2021  | Crack                                 | Chill                     | Bobigny, France                                             | JVLIVS II               |
| 2021  | Corrida                               | Cédric Dubourg            | Marseille, France                                           | JVLIVS II               |
| 2022  | LIF                                   | Kevin Hilem               | NC                                                          | Autobahn                |
| 2022  | Niobe                                 | Zaven                     | NC                                                          | Autobahn                |
| 2022  | Autobahn                              | Kevin Hilem               | NC                                                          | Autobahn                |
| 2023  | Dernière ligne droite (feat. Laylow)  | 3DYCO                     | Clip animé                                                  | Autobahn                |
| 2024  | Cannelloni                            | Zaven                     | Folies Bergère, France                                      | JVLIVS Prequel : Giulio |
| 2024  | Prequel                               | Jean-Charles Charavin     | Marseille, France                                           | JVLIVS Prequel : Giulio |
| 2024  | Batterie vide                         |                           | Visualizer                                                  | JVLIVS Prequel : Giulio |
| 2024  | Stigmates                             | Kevin Hilem, Wiktor Piper | NC                                                          | JVLIVS III              |
| 2024  | La pluie                              | Stéphane Bohée            |                                                             | JVLIVS III              |

## Clips en collaboration
| Année | Titre                                                          | Album                      |
| ----- | -------------------------------------------------------------- | -------------------------- |
| 2015  | Aniki, mon frère (Hooss feat. SCH)                             | French Riviera             |
| 2016  | Mauvais payeur (Niska feat. SCH)                               | Zifukoro                   |
| 2018  | International Gangstas (Farid Bang feat. 6ix9ine, SCH et Capo) | Hors album                 |
| 2019  | Hier (PLK feat. SCH)                                           | Polak                      |
| 2019  | HS (Hamza feat. SCH)                                           | Paradise                   |
| 2019  | Cigarette (Kaaris feat. SCH)                                   | Or Noir Part. 3            |
| 2019  | Caractère (Kofs feat. SCH)                                     | V                          |
| 2019  | Secteur (Le A feat. SCH)                                       | Insomnie                   |
| 2020  | Valise (Rim'K feat. SCH et Koba LaD)                           | Midnight                   |
| 2020  | Smile (Lefa feat. SCH)                                         | FAMOUS                     |
| 2020  | Bande Organisée (13 organisé)                                  | 13 organisé                |
| 2020  | L'étoile sur le maillot (13 organisé)                          | 13 organisé                |
| 2020  | Je suis Marseille (13 organisé)                                | 13 organisé                |
| 2020  | Mother Fuck (Jul feat. SCH)                                    | Loin du monde              |
| 2020  | American Airlines (Sofiane feat. SCH)                          | La Direction               |
| 2020  | 9 1 1 3 (Zola feat. SCH)                                       | Survie                     |
| 2020  | Maryline (Soolking feat. SCH)                                  | Vintage                    |
| 2020  | Comme un dream (Guirri Mafia feat SCH)                         | Clan ötomo                 |
| 2021  | La danse des bandits (Naps feat. SCH)                          | Les mains faites pour l'or |
| 2021  | Sapapaya (L'Algérino feat. SCH et Jul)                         | Moonlight                  |
| 2021  | Le classico organisé (Le classico organisé)                    | Le classico organisé       |
| 2021  | Les derniers marioles (Soso Maness feat. SCH)                  | Avec le temps              |
| 2022  | Va jober (Soso Maness feat. SCH)                               | A l'aube                   |
| 2023  | Magot (Werenoi feat. SCH)                                      | Telegram 2                 |
| 2023  | Extendo (Vladimir Cauchemar feat. SCH et Unknown T)            | Hors Album                 |
| 2024  | Tiki Taka (Soolking feat. SCH)                                 | Africa Jungle Part.1       |
| 2024  | Poison (Dospunto feat. SCH)                                    | DOS                        |
| 2024  | Bande Organisée 2 (13 organisé 2)                              | 13 organisé 2              |